# Rhyacophila kiyosumiensis
Rhyacophila kiyosumiensis là một loài Trichoptera trong họ Rhyacophilidae. Chúng phân bố ở miền Cổ bắc.